# 棚橋光男
棚橋 光男（たなはし みつお、1947年9月11日 - 1994年12月1日）は、日本の歴史学者。元金沢大学文学部助教授。文学博士。

## 経歴・人物
山形県山形市出身。1966年、山形県立山形東高等学校卒業。1970年、京都大学文学部国史学科卒業、1976年同大学院博士課程満期退学。岸俊男・大山喬平に師事。卒業論文は『国衙領の研究』だった。1976年、香川大学教育学部助手、1978年、同助教授。1981年、金沢大学文学部助教授。
1987年、学位請求論文『中世成立期の法と国家』により、京都大学から文学博士の学位を授与される。
日本中世史を専門とし、中世成立期の公家政権について成果を上げるが、47歳で早世。
京大紛争で反全学共闘会議の活動家として活躍。

## 著書
- 『中世成立期の法と国家』 塙書房、1983年
- 『大系日本の歴史4 王朝の社会』小学館、1988年
- 『後白河法皇』（遺稿集）講談社選書メチエ、1995年 のち講談社学術文庫
- 『古代と中世のはざまで-時代を撃つ王朝知識人』（遺稿集）北国新聞社、1997年